# Myszonornik
Myszonornik (Volemys) – rodzaj ssaka z podrodziny karczowników (Arvicolinae) w obrębie rodziny chomikowatych (Cricetidae).

## Rozmieszczenie geograficzne
Rodzaj obejmuje gatunki występujące endemicznie w Chińskiej Republice Ludowej.

## Morfologia
Długość ciała (bez ogona) 83–129 mm, długość ogona 46–72 mm, długość ucha 15–18 mm, długość tylnej stopy 18–23 mm; 20–38 g.

## Systematyka
Rodzaj zdefiniował w 1990 roku ukraiński zoolog Ihor Zahorodniuk w artykule poświęconym zmienność kariotypowej i systematyce norników, w oparciu o skład gatunkowy i liczbę chromosomów, opublikowanym w czasopiśmie „Westnyk Zoołohyy”. Gatunkiem typowym jest (oryginalne oznaczenie) myszonornik jedwabisty (V. musseri). 

### Etymologia
Volemys: ang. vole ‘nornica’; gr. μυς mus, μυος muos ‘mysz’.

### Podział systematyczny
Do rodzaju należą następujące gatunki:
| Grafika | Gatunek           | Autor i rok opisu     | Nazwa zwyczajowa       | Podgatunki         | Rozmieszczenie geograficzne                                  | Podstawowe wymiary                           | Status IUCN |
| ------- | ----------------- | --------------------- | ---------------------- | ------------------ | ------------------------------------------------------------ | -------------------------------------------- | ----------- |
|         | Volemys millicens | (O. Thomas, 1911)     | myszonornik syczuański | gatunek monotypowy | lasy w północno-środkowym Syczuanie (znany z 3 miejsc)       | DC: 8,3–9,5 cm DO: 4,6–5,3 cm MC: 20–38 g    | NT          |
|         | Volemys musseri   | (M.A. Lawrence, 1982) | myszonornik jedwabisty | gatunek monotypowy | skały i klify w północno-środkowym Syczuanie (Qionglai Shan) | DC: 9–12,9 cm DO: 4,7–7,2 cm MC: brak danych | DD          |

Kategorie IUCN:  NT  – gatunek bliski zagrożenia,  DD  – gatunki o nieokreślonym stopniu zagrożenia.